# Vulcaniella grabowiella
Vulcaniella grabowiella là một loài bướm đêm thuộc họ Cosmopterigidae. Nó được tìm thấy ở bán đảo Iberia to Tiểu Á.
Ấu trùng ăn various Lamiaceae species.Chúng ăn lá nơi chúng làm tổ. 